# AEC Routemaster

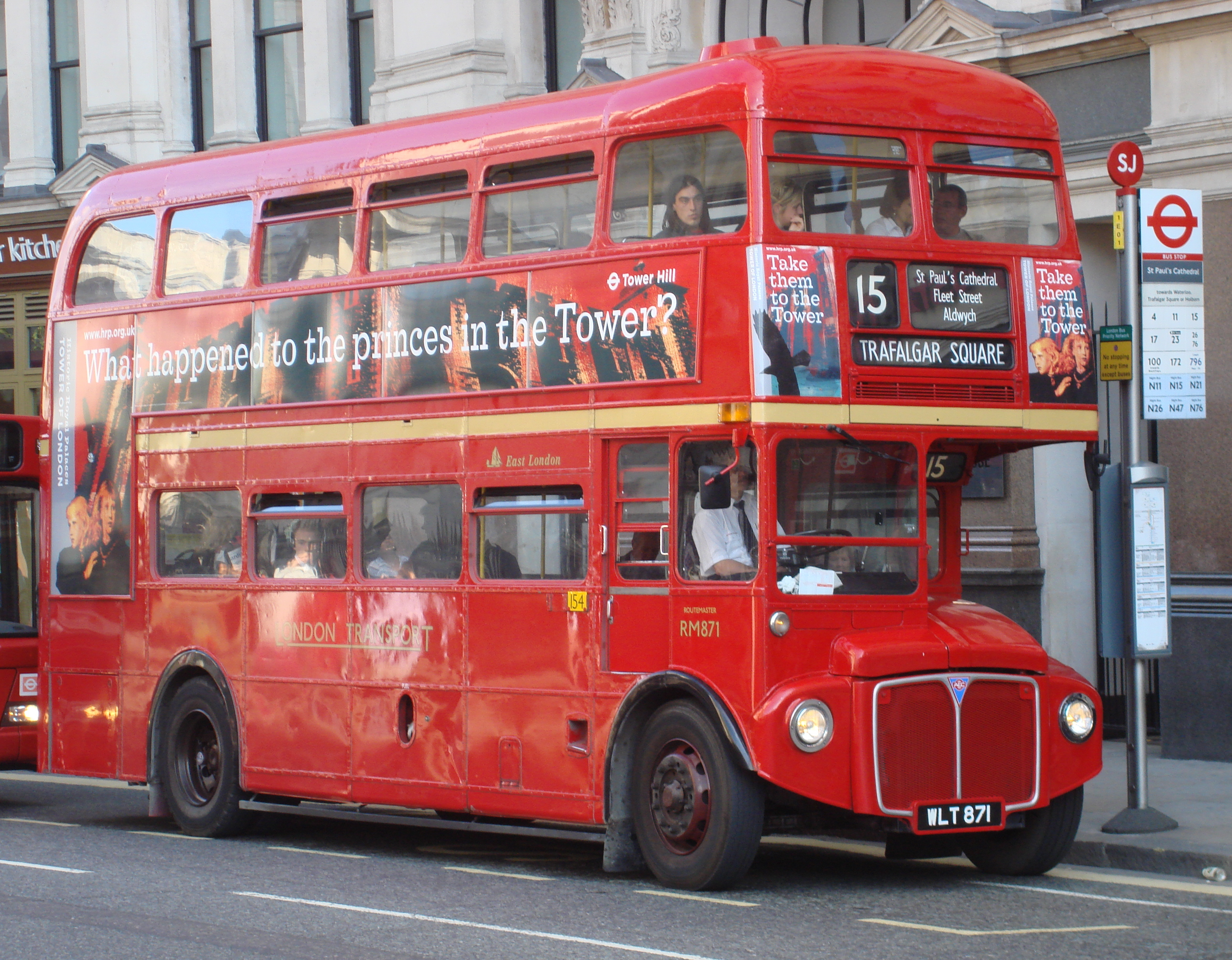
在倫敦行駛的Routemaster

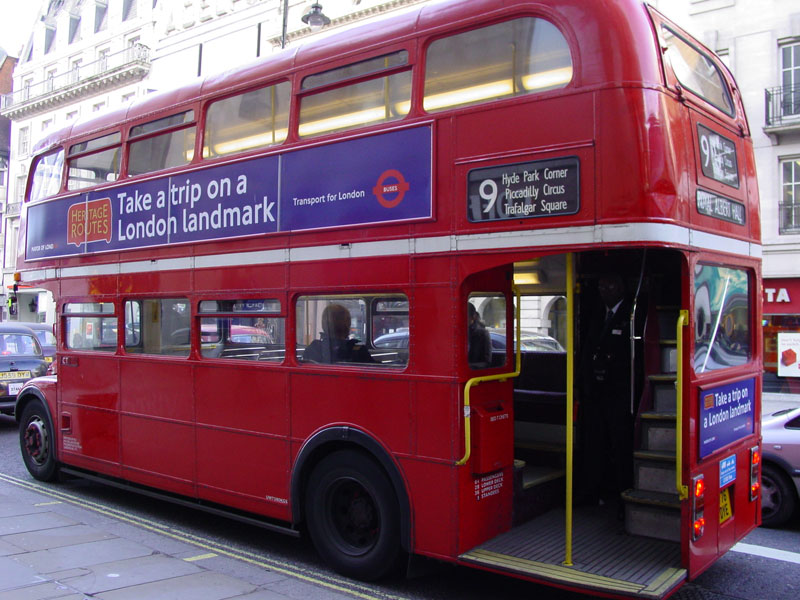
Routemaster巴士的出入口，並沒有車門，只有一個平台及扶手

AEC Routemaster（中文意譯AEC路霸），是一款由英國Associated Equipment Company（AEC）車廠推出的一款雙層巴士，由AEC以及倫敦運輸局合作設計。其設計工作早於1947年開始，並於1954年第一次亮相；1956年2月8日正式於倫敦服役，一直推出到1968年。
Routemaster巴士在倫敦深受當地市民歡迎，加上此款巴士是特別為倫敦市而設計，再加上已在倫敦市行走了超過50年，早就成為倫敦的標誌之一。

## 規格
AEC Routemaster基本是採用當時相當普及的半駕駛艙式設計，前置引擎，但就採用了製造轟炸機的軍事技術，因此比其他同期車款堅固耐用。車輛分開前後兩個副架（sub-frame），車身由鋁合金製造，不但使車輛重量降低，更方便倫敦運輸局的維修工序（先把底架和車身分開而大修）。其中前面的副架上包括了引擎、轉向系統和前懸掛系統，而後面副架則有尾軸和後懸掛系統。而波箱則被安裝於兩個副架之間。
Routemaster主要配置AEC AV590、AEC AV690或利蘭O.600引擎（現時也有部分更換了康明斯、大富、歐霸以及斯堪尼亞的環保引擎），配半自動或自動波，避震用螺旋彈簧，惟部分是用後氣墊懸掛。所有巴士都在Park Royal Vehicles建造車身，車門出入口是在車身左側後面的位置，附設一位檢票員負責收費和檢查各種套票（檢票員逢星期日休息，因此Routemaster在星期日需要停駛），而司機與車廂是完全分隔的。但是檢票員要兼顧上下兩層之乘客，因此製造很多逃票的機會。
另外Routemaster還有前獨立懸掛、動力輔助轉向、液壓制動。

## 服役

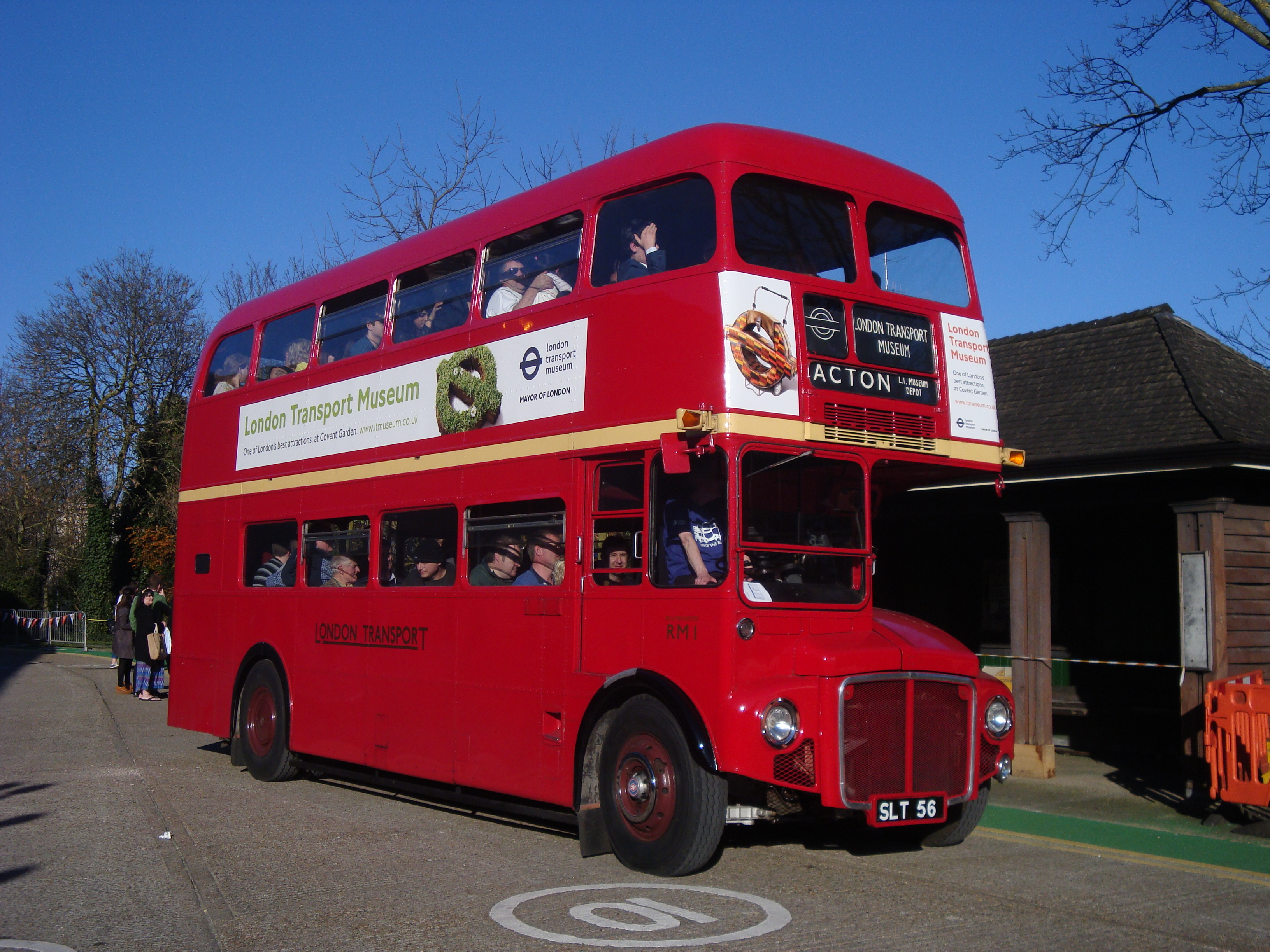
被倫敦交通博物館收藏的RM1

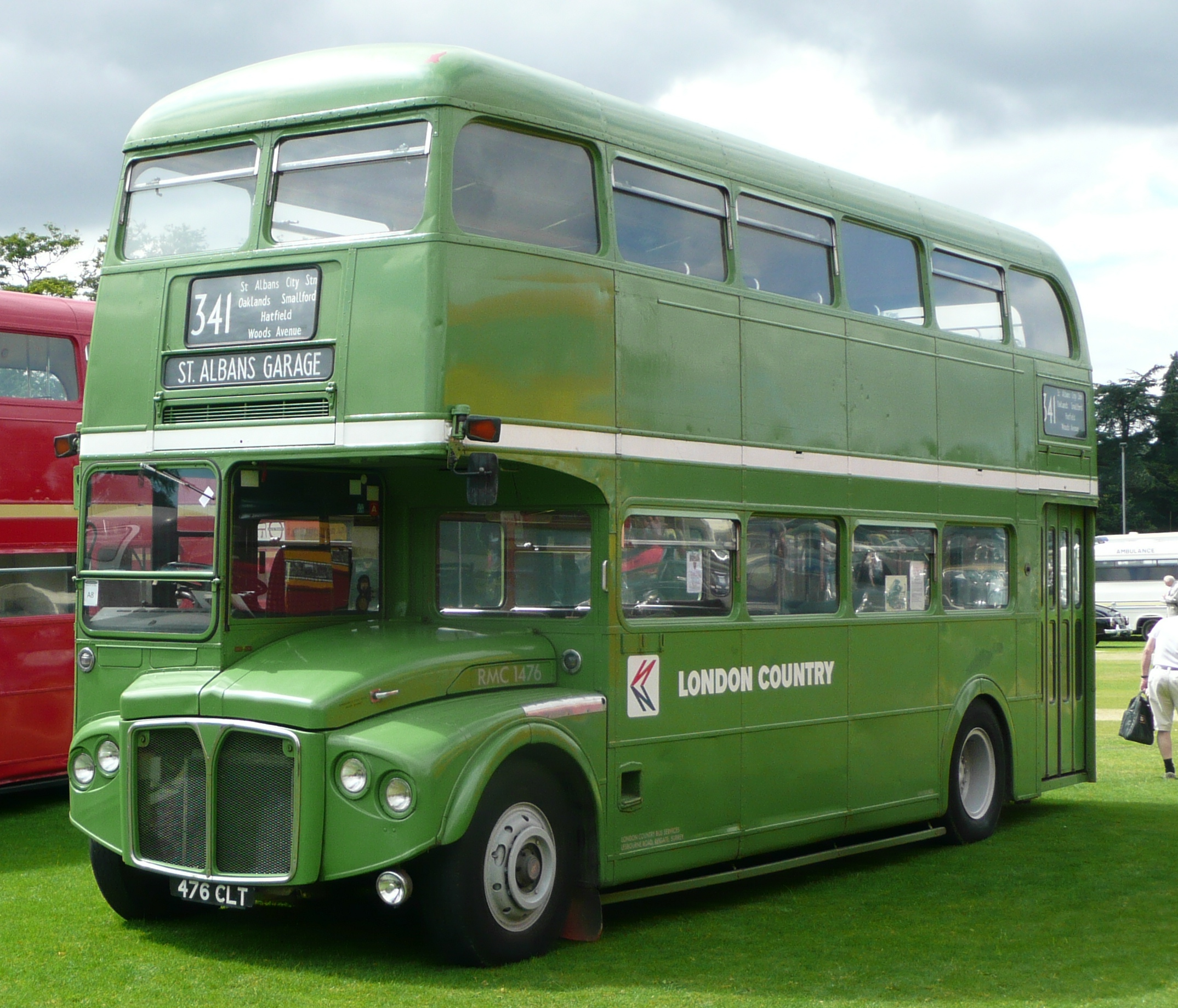
專門服務倫敦市郊之綠色Routemaster，出入口設有車門

第一部Routemaster（編號RM1）是於1954年亮相，長27呎，配備Self-Changing Gears（SCG）半自動波、Park Royal車身，但不設動力輔助轉向。RM1率先於1956年2月8日投入服務。
後來經過多次改良，越來越多Routemaster陸續投入服務。由1958年至1968年，倫敦運輸局總共購入2,761輛Routemaster，共分五個規格：
- RM系列：長度27呎，總數2,120輛，推出時間為1958-65年。
- RML系列：長度30呎，總數524輛，推出時間分別為1961-62、1965-68年。
- RMC系列：長度27呎半，總數68輛，推出時間為1962-63年。
- RCL系列：30呎長客車，總數43輛，1965年推出。
- RMF1254：30呎長，配前門，1962年推出，但從未正式派出服務，而是被拿來予英國其他巴士公司測試。然而使用者並不多。

大多Routemaster都是用AEC AV590引擎，但有小部分RM系列是採用利蘭O.600，而RCL系列則用AEC AV690。各車有自動波和非自動波之分，前者以紅色車身表示，而後者則全數綠色車身。
Routemaster在服役年代深受倫敦市民歡迎，在倫敦發售的明信片裡，亦常常有Routemaster的身影。而由於採用了製造轟炸機的軍事技術，因此比其他同期車款堅固耐用，並已服役超過50年。雖然後來倫敦運輸局分別引入倫敦寶（DMS）及泰坦B15，但都不能完全取代它的位置，甚至反過來被Routemaster淘汰出倫敦。亦因為如此，Routemaster有「最後一部倫敦巴士」的稱號。

## 退役及於遺產路線營運
早於1982年開始已率先有部分Routemaster退役，被賣往英國其他地方服務。但由於車型越來越舊，維修費用不斷增加，而巴士本身需兩人運作，對成本開支是一大壓力，因此Routemaster逐漸被司機兼任檢票員的新式巴士代替。踏入1990年代，倫敦已剩下數百輛Routemaster，皆被翻新並更換引擎，但只服役於倫敦市中心部份路線。
1999年英國政府鼓勵巴士公司轉用低地台巴士，而Routemaster不設巴士低台，並不方便傷殘人士乘搭，結果在低地台巴士大行其道下，退役步伐加速。2005年12月9日下午，當最後一輛Routemaster行走159線完畢之後，Routemaster就宣告結束於倫敦的常規巴士服務。
2005年11月起，遺產路線9、15號線投入服務，並於每日服務至傍晚6時半。兩者已分別於2014年7月25日和2019年9月29日終止服務。
2022年10月15日，遺產路線A線（滑鐵盧車站—皮卡迪利圓環）投入服務。此線會經過大笨鐘、西敏橋等著名景點，並全數以AEC Routemaster巴士服務。與遺產路線9、15號線不同的是，A線車資會較標準倫敦巴士車資高。

## 出路
早於1980年代，已有部分Routemaster由倫敦退役，被運往英國各地繼續服務，惟現今大多已告淘汰。另外也有多輛Routemaster成為私人收藏品。
另外亦有Routemaster被運出口，作觀光或其他特別用途。

## AEC Routemaster在香港

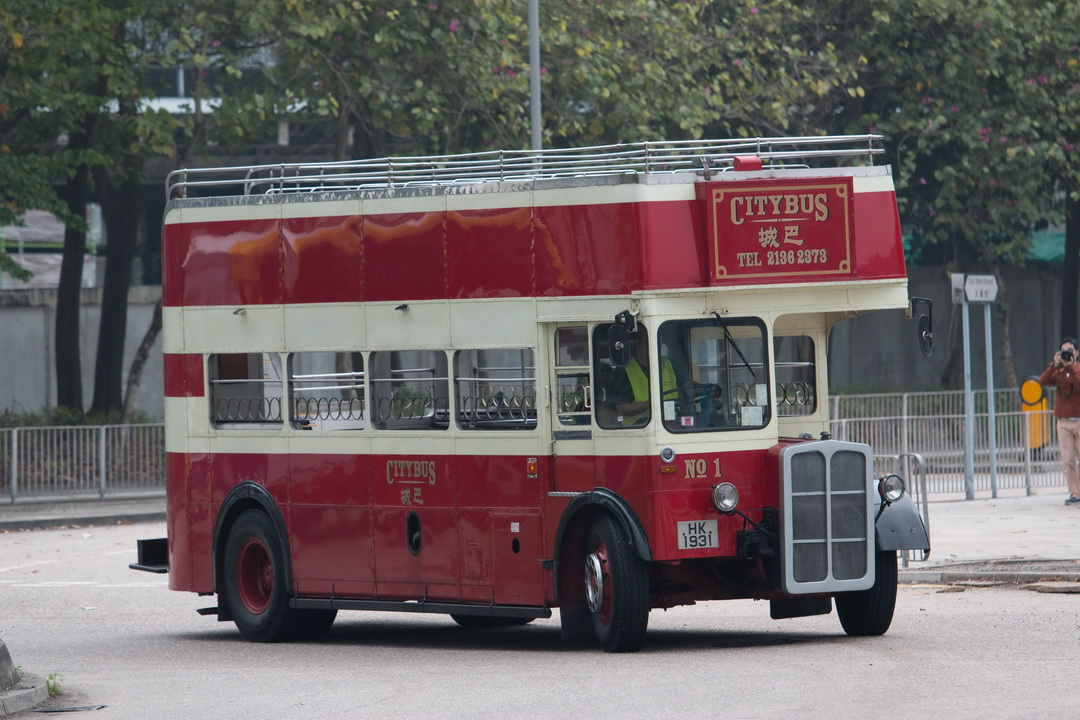
城巴在八十年代從倫敦運輸局購入的AEC Routemaster（RM1288），於1989年11月在香港出牌及後被改裝為開蓬巴士，並於2015年10月28日退役，最終轉售予城巴創辦人李日新（Lyndon Rees）收藏

香港方面，城巴曾從英國購入四輛二手Routemaster巴士，當中有一輛（編號：4）從未在香港登記，至於完成登記的三輛，於加入城巴後都經過改裝，成為開蓬巴士，其中編號1（車牌HK1931）及2（車牌ES4007）都被改造整個車身，以更古老的三十年代英國巴士形象出現。編號3（車牌EZ8347）亦被改裝為開蓬巴士，但保留著原裝的Park Royal車身，服務當時仍由城巴經營的愛丁堡廣場碼頭至金鐘山頂纜車站的接駁服務。該三部巴士分別在2015年、2001年及1999年退役。

## AEC Routemaster在愛丁堡
在英國蘇格蘭的愛丁堡，有一輛漆成黑色、內部經過改裝的Routemaster被該市的民營城市旅遊公司用作遊覽車。